# Altella biuncata
Espèce
Synonymes
- Altellela biuncata Miller, 1949

Altella biuncata est une espèce d'araignées aranéomorphes de la famille des Argyronetidae.

## Répartition
Cette espèce se rencontre en Allemagne, en Autriche, en Italie, en Pologne, en Roumanie, en Slovaquie, en Suisse et en Tchéquie,.

## Description
La carapace du mâle syntype mesure 0,7 mm de long sur 0,50 mm et la carapace de la femelle syntype 1 mm de long sur 1,73 mm.
Le mâle mesure 1,5 mm et la femelle 1,6 mm.

## Systématique et taxinomie
Cette espèce a été décrite sous le protonyme Altellela biuncata par Miller en 1949. Elle est placée dans le genre Altella par Lehtinen en 1967.

## Publication originale
- Miller, 1949 : « The new spiders from the serpentine rocky heath mear Mohelno (Moravia occ.). » Entomologické Listy, vol. 12, p. 88-98.